# 伊勢貞興 (備中伊勢氏)
伊勢 貞興（いせ さだおき、生没年不詳）は、室町時代の人物。備中伊勢氏の一門である。

## 人物
父は室町幕府申次衆であった伊勢盛定。弟に盛時（宗瑞、北条早雲）、弥次郎、姉妹に北川殿が認められるが、長男である貞興の動向の記録はなく、次男の盛時が早くから嫡男の立場にあったと考えられる。

## 親族
- 父：伊勢盛定
- 母：伊勢貞国の娘
- 兄弟：貞興、北川殿、盛時、弥二郎